# Роман (Матюшин)
Иеромона́х Рома́н (в миру Алекса́ндр Ива́нович Матю́шин-Правдин; род. 16 ноября 1954, село Рябчёвск, Брянская область) — иеромонах Русской православной церкви, поэт, автор стихов и духовных песнопений, член Союза писателей России. Песни на стихи иеромонаха Романа исполняют Жанна Бичевская, Олег Погудин, Сергей Безруков, Николай Гнатюк, Максим Трошин, Елена Ваенга, Иринa Скорик, Александр Михайлов, Геннадий и Анастасия Заволокины, Кубанский казачий хор.

## Биография
Родился 16 ноября 1954 года в семье потомственного крестьянина, мать — сельская учительница.
С 1972 года учился на филологическом факультете Калмыцкого государственного университета, но от сдачи выпускных экзаменов отказался. В дальнейшем работал плотником, рабочим силикатного завода, художественным руководителем во Дворце культуры, учителем музыки в школе. В юности серьёзно занимался каратэ.
Стихи Александр начал писать в юности, уже ранние его стихи отличаются поэтической грамотностью, первая публикация появилась в районной газете. До 1980 года он был по преимуществу поэтом есенинской лирики.
Призвание к монашеству он ощутил уже в ранней юности (об этом свидетельствует поэтическая строка: «Хочу быть схимником»). В 1980 году поступил в Вильнюсский Свято-Духов монастырь. В 1981 году перешёл в Псково-Печерский монастырь, в котором в 1983 году принял монашеский постриг. Служил на приходах Псковщины (посёлок Кярово, город Каменец), в Киево-Печерской лавре после её открытия. В 1985 году рукоположён в иеромонахи (мать его, Зоя Николаевна, тоже приняла монашеский постриг под именем Зосимы).
В 1993 году митрополит Санкт-Петербургский Иоанн (Снычёв) подарил иеромонаху Роману свою книгу «Битва за Россию» с напутствием: «Всечестному о. Роману, церковному певцу — на добрую память».
С 1994 года отец Роман по благословению правящего архиепископа Псковского Евсевия (Саввина) живёт и служит в скиту Ветро́во (Псковская епархия) в Псковском районе близ деревни Боровик Серёдкинской волости.
9 октября 2003 года иеромонах Роман затворился от мира в скиту Ветрово (бывшем старца Досифея), до которого можно добраться только по воде. Находясь в затворе, отец Роман продолжает писать стихи.
Иеромонах Роман создал свои произведения первой половины 1990-х годов по благословению митрополита Ленинградского (Санкт-Петербургского и Ладожского Иоанна). Книги его стихов «Русский куколь» и «Внимая Божьему веленью» изданы по благословению патриарха Московского и всея Руси Алексия II.
24 января 2012 года в Свято-Троицкой Александро-Невской лавре (Санкт-Петербург) иеромонаху Роману была вручена Всероссийская православная литературная премия имени святого благоверного князя Александра Невского 2011 года — «За вклад в русскую поэзию». В 2015 году ему была присуждена одна из главных наград VI Славянского литературного форума «Золотой Витязь» — золотая медаль имени А. С. Пушкина «За выдающийся вклад в литературу». В том же 2015 году отец Роман стал лауреатом светской православной поэтической премии «Богородица Троеручица», учреждённой фондом «Иванка Милошевич» из Чикаго.
Валентин Распутин писал об иеромонахе Романе: «…Песни его, прозвучавшие в скорбную пору нашей Голгофы так неожиданно и так необходимо, <… > есть ответ на духовные отеческие потребности <…>. Сказать, что это молитвенный и аскетический голос — значит указать только на одну и, пожалуй, не главную краску израненного сердца и мятущейся души человека, продирающегося к свету. В них есть и скорбь, и боль, и безжалостное к себе покаяние, и первые движения пробуждающейся души, и счастливые слезы её обретения». Сам иеромонах Роман в предисловии к своему сборнику «Пред всеми душа виновата» утверждает: «Один Бог — Истина, Свет, Жизнь, Любовь, Премудрость. Один Господь — Святая Цель всего творения. И любые виды искусства — прежде всего пути, приводящие к Свету или уводящие во мрак. Творящий оправдается или осудится сотворённым. Посему — да будет сотворенное не слуху и зрению, а душе!»
C 2015 года отец Роман стал подписываться «иеромонах Роман (Матюшин-Правдин)», добавив к фамилии отца фамилию бабушки.

## Встречи
Сергей Безруков, рассказывая в 2004 году о своём диске «Страсти по Емельяну», сообщил, что иеромонах Роман лично дал письменное разрешение использовать свои тексты (сотрудники группы, работающей над выпуском диска, приезжали в скит иеромонаха), впрочем, по словам актёра, иеромонах Роман не признаёт авторские права в принципе. На тот момент отец Роман был безмолвником, которым являлся в общей сложности 8 лет, и общался с внешним миром только посредством записок. По словам Безрукова, «за последние годы принял только троих визитёров…»
Иеромонах Роман общается с паломниками, выезжает по возможности в монастыри. Весной и летом 2011 года посещал Сербию.

## Сборники
- 1991 «Благословен идущий к Богу», издано в Свято-Успенской Киево-Печерской Лавре
- 1991 «Камни святых алтарей», Псков
- 1992 «Стихи покаянные», Новгород
- 1992 «Земля святая», издано в Свято-Успенской Киево-Печерской Лавре
- 1995 «Избранное. Стихи и духовные песнопения», Минск
- 1995 «А жатвы много», Полоцк
- 1997 «Благословен молитвословья час», Санкт-Петербург
- 1997, 1998, 2000, 2005 «Внимая Божьему веленью», издательство Белорусского Экзархата
- 1999 «Русь святая зовёт», Ростов-на-Дону
- 2001 «За церковью черёмуховый цвет…», Ростов-на-Дону
- 2001 «Душа кричит без слов», Ростов-на-Дону
- 2002 «Русский куколь», издательство Белорусского Экзархата
- 2004 «Радоваться Небу», издательство Белорусского Экзархата
- 2005 «Внимая Божьему веленью», издательство Белорусского Экзархата
- 2005 «Там моя Сербия: Путевые очерки и стихи», Санкт-Петербург
- 2006 «Пред всеми душа виновата», издательство Белорусского Экзархата
- 2008 «Одинокий путь», издательство Белорусского Экзархата
- 2009 «И горько слово», издательство Белорусского Экзархата
- 2010 «Пою Богу моему. Избранное», Санкт-Петербург
- 2012 «Иеромонах Роман. Избранное. Стихотворения 1970—2008» — М.: Изд-во Сретенского монастыря
- 2013 «Последний снег». Стихотворения. Издательство «Амфора»
- 2013 «Созвездие Креста». Издательство «Амфора»
- 2014 «Чудный свет». Стихотворения. Издательство «Петроглиф»
- 2016 «Светел дом». Сборник стихотворений для детей с иллюстрациями Наталии Назаровой. СПб.: Чёрная речка
- 2017 «Надмірный Путь». Стихотворения. СПб.: Пальмира
- 2017 «Единственная Радость». Стихотворения. СПб.: Пальмира
- 2017 «Лазурь святая». Стихотворения. СПб.: Пальмира
- 2018 «Святорусье». Сборник стихотворений для детей с иллюстрациями Наталии Назаровой. СПб.: 2018

## Альбомы
- «Раскрою я Псалтырь святую» (два LP, Русский диск, R60 00117, 1991)
- «Теплится лампада, свет свечи весёлый» (LP, Петербургская студия грамзаписи, DDA 0002, 1993)
- «Белый храм над рекою» (CD, Петербургская студия грамзаписи, 1994)
- «Всё моя молитва превозможет…» (CD, издательство Саратовской епархии, CE 03-CD, 2004)
- «Раскрою я Псалтирь святую» (CD, издательство Саратовской епархии, CE 02-CD, 2004)
- «Слава Богу, снова я один…» (CD, издательство Саратовской епархии, CE 01-CD, 2004)
- «Всё истинное, вечное — не здесь» (CD, издательство Белорусского экзархата. Минск, 2004)
- «Вся Россия стала полем Куликовым» (CD, издательство Белорусского экзархата. Минск, 2004)
- «Души моей Святыня» (CD, издательство Белорусского экзархата. Минск, 2004)
- «Какая милость, что над нами Бог!» (CD, издательство Белорусского экзархата. Минск, 2004)
- «Мгновенье жизни — Вечности предтеча» (CD, издательство Белорусского экзархата. Минск, 2004)
- «Радость моя, наступает пора покаянная» (CD, издательство Белорусского экзархата. Минск, 2004)

## Книги
- Там моя Сербия